# Sumpf

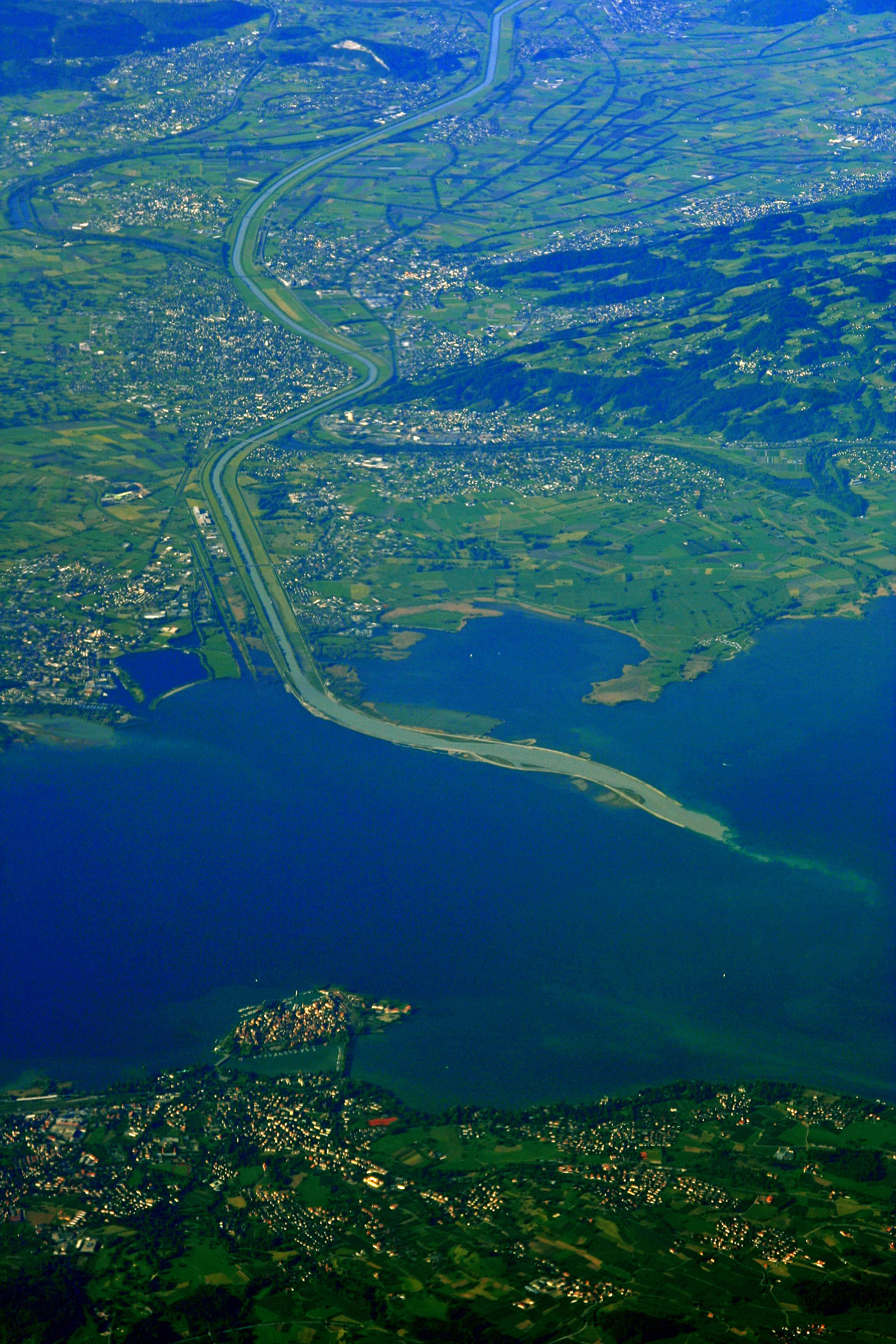
Rheindelta (Bodensee)

Ein Sumpf ist ein Feuchtgebiet in Flussniederungen, an Ufern von stehenden Gewässern mit schwankendem Wasserspiegel oder in saisonal überfluteten Tiefebenen (etwa in Regenzeiten der Tropen). Befindet sich das Gebiet in Küstennähe, wird es auch Marsch genannt.

## Beschreibung des Biotops
Generell bezeichnet man als Sümpfe terrestrische Lebensräume mit zeitweise stark vernässten, schlammigen Böden, die im Gegensatz zum andauernd mit Wasser gesättigtem Moor keinen Torf bilden, sondern in denen organische Substanz vollständig zersetzt wird. In der Umgangssprache ist die Trennung von Sumpf und Moor allerdings unscharf. Häufig werden beide Begriffe auch synonym verwendet.
Die Abgrenzung von Sumpf zu anderen Biotoptypen ist nicht ganz einfach. Sümpfe bilden Zwischenformen von Lebensräumen wie Mooren, verlandenden Gewässern, zu feuchten Wiesen und Gebüschen. Sie schließen sich häufig an Niedermoore an, sind jedoch im Gegensatz zu Mooren nur saisonal wassergesättigt. Hochstaudenfluren, Kleinseggengemeinschaften, Großseggenriede oder feuchte Weidengebüsche gehören zur typischen Vegetation. Sümpfe sind durch Entwässerung und landwirtschaftliche Nutzung gefährdet, wurden und werden aber teilweise wieder renaturiert. Sümpfe sind wie andere Feuchtgebiete in Deutschland nach §30 Bundesnaturschutzgesetz vor Beeinträchtigung oder gar Zerstörung geschützt. Künstlich wird dieser Lebensraum in Gärten durch die Anlage eines Sumpfbeetes nachempfunden.

## Verbreitung
Die größten zusammenhängenden Sumpfgebiete der Erde finden sich überwiegend in den Tropen und Subtropen (Bei der Einschätzung der angegebenen Flächengrößen ist zu berücksichtigen, dass Sümpfe sowohl im Jahreslauf oftmals sehr veränderliche Ökosysteme sind als auch mosaikartig mit anderen Lebensräumen verzahnt und schwer abzugrenzen sind):
- Pantanal (Südamerika):

Mit rund 150.000 km² gilt das Pantanal als das weltweit größte saisonal überflutete Feuchtgebiet. Während der Regenzeit verwandelt sich die Region in ein weitläufiges Netz von Flüssen, Seen und Überschwemmungsflächen, das eine außergewöhnliche Artenvielfalt beherbergt.
- Okavangodelta (Botswana):

Dieses riesige Binnendelta erfährt saisonale Überschwemmungen, die über eine variierende Fläche von bis zu 15.000 km² ein komplexes Mosaik aus Wasserflächen, Inseln und Feuchtwäldern schaffen. Die dynamischen Wasserzyklen prägen hier das einzigartige Ökosystem.
- Everglades (Florida, USA):

Mit (heute) etwa 3.500 km² stellen die Everglades eines der markantesten sumpfartigen Ökosysteme Nordamerikas dar, in denen die saisonale Flut entscheidend für die biologische Vielfalt ist.
Weitere sehr große Flächen finden sich im Bereich der Flusssysteme von Amazonas und Kongo sowie anderen tropisch/subtropischen Tiefländern wie etwa im Kakadu-Nationalpark Australiens.
Darüber hinaus liegen insgesamt mehrere zehntausend Quadratkilometer bedeckende Sumpfgebiete in den borealen Nadelwäldern von Kanada, Nordeuropa und Russland, die in reich strukturierten Feuchtgebietsmosaiken die Randbereiche von Mooren, Auen und Seen bedecken.
Für den europäischen Raum lassen sich folgende bedeutende Sumpfgebiete ausmachen:
- Donau-Delta (Rumänien, Ukraine):

Als größtes zusammenhängendes sumpfartiges Feuchtgebiet Europas gilt das Donau-Delta mit rund 4.000 km².
- Camargue (Frankreich):

Die Camargue im Rhonetal zeichnet sich durch weitläufige, saisonal überflutete Salzwasser- und Süßwasserbereiche von rund 930 km² aus.
- Biebrza-Sümpfe (Polen)

Feuchtgebiet in Polen mit großen Sumpfanteilen, die ursprünglich einige hundert Quadratkilometer ausmachten.
Als größtes Sumpfgebiet Deutschlands gilt der Spreewald mit rund 300 km² saisonal überschwemmten Flächen.

## Etymologie und Flurnamen
Das Wort Sumpf tritt seit dem Mittelhochdeutschen auf und ist mit englisch swamp verwandt (westfäl. swampen, ‚schwappen, schwanken‘) sowie auch mit Schwamm ‚Pilz‘.
Ein anderes Wort für Sumpf mit (ehemaligem) Busch- oder Waldbestand ist der oder das Bruch, niederdeutsch Brook, Brock, Brauck (entsprechend althochdeutsch bruoh, mittelhochdeutsch bruoch, altenglisch broces, niederländisch broek). Die charakteristische Auvegetation ist der Bruchwald.
Ebenfalls den gleichen Sachverhalt betreffende, aber regional vor allem in Landschaftsnamen vorkommende Begriffe sind Luch (von slaw. lug ‚Wiese‘) in Brandenburg und Pitze(n) in Bayern und Österreich (während Moos auf Torfland Bezug nimmt).

## Siehe auch

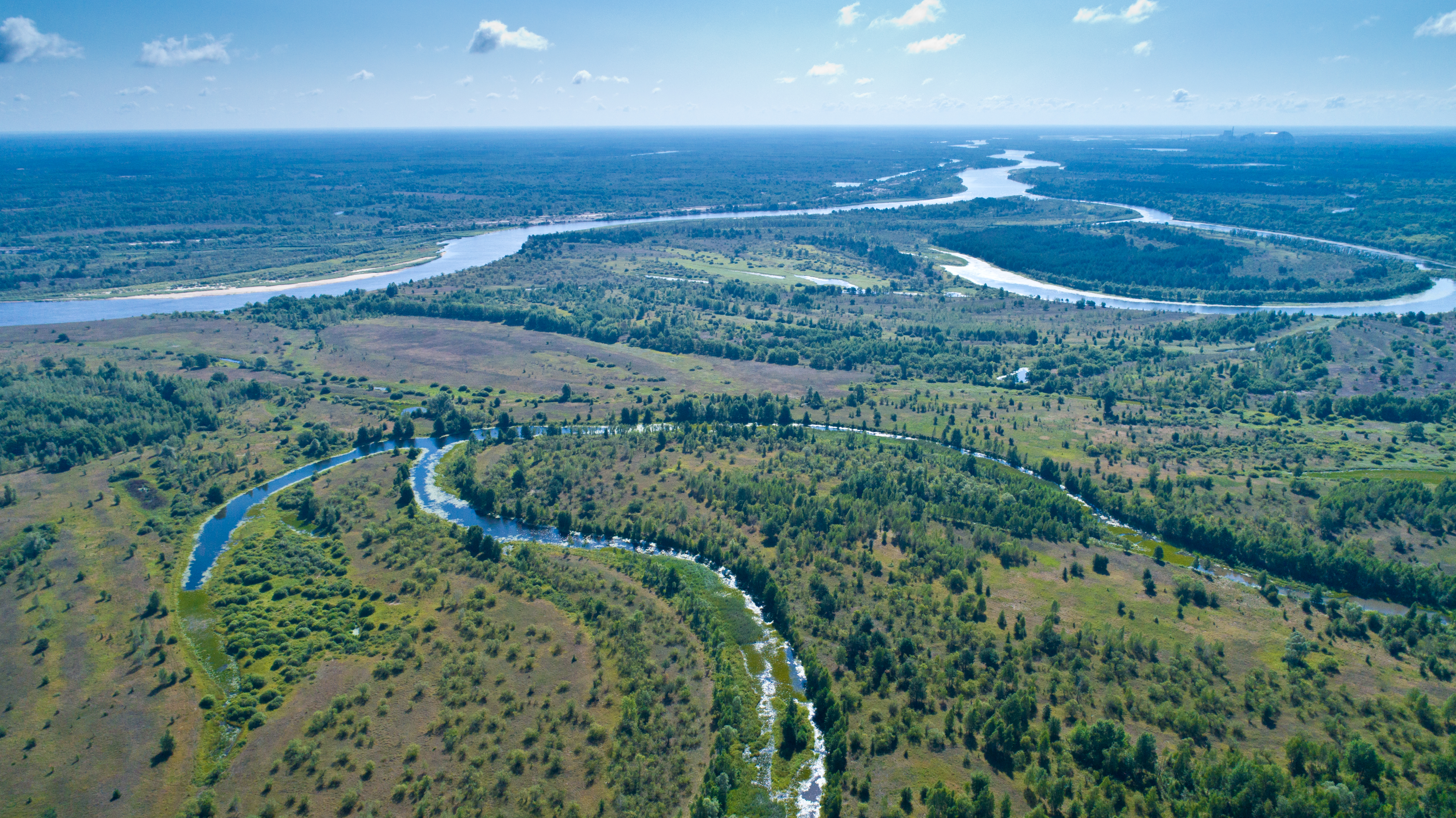
Prypjatsümpfe, Ukraine

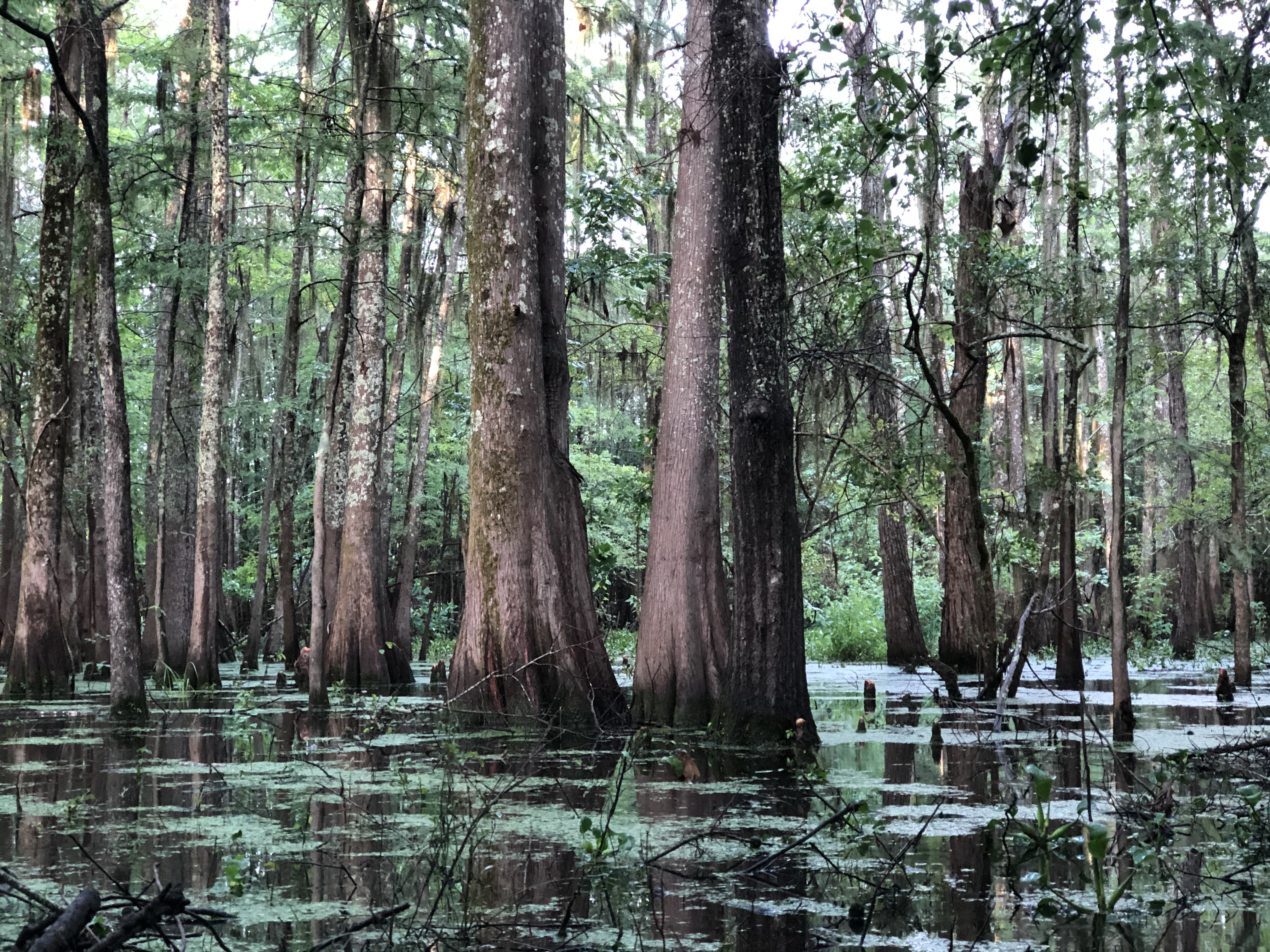
Black Bayou, Louisiana